# Bunschoten

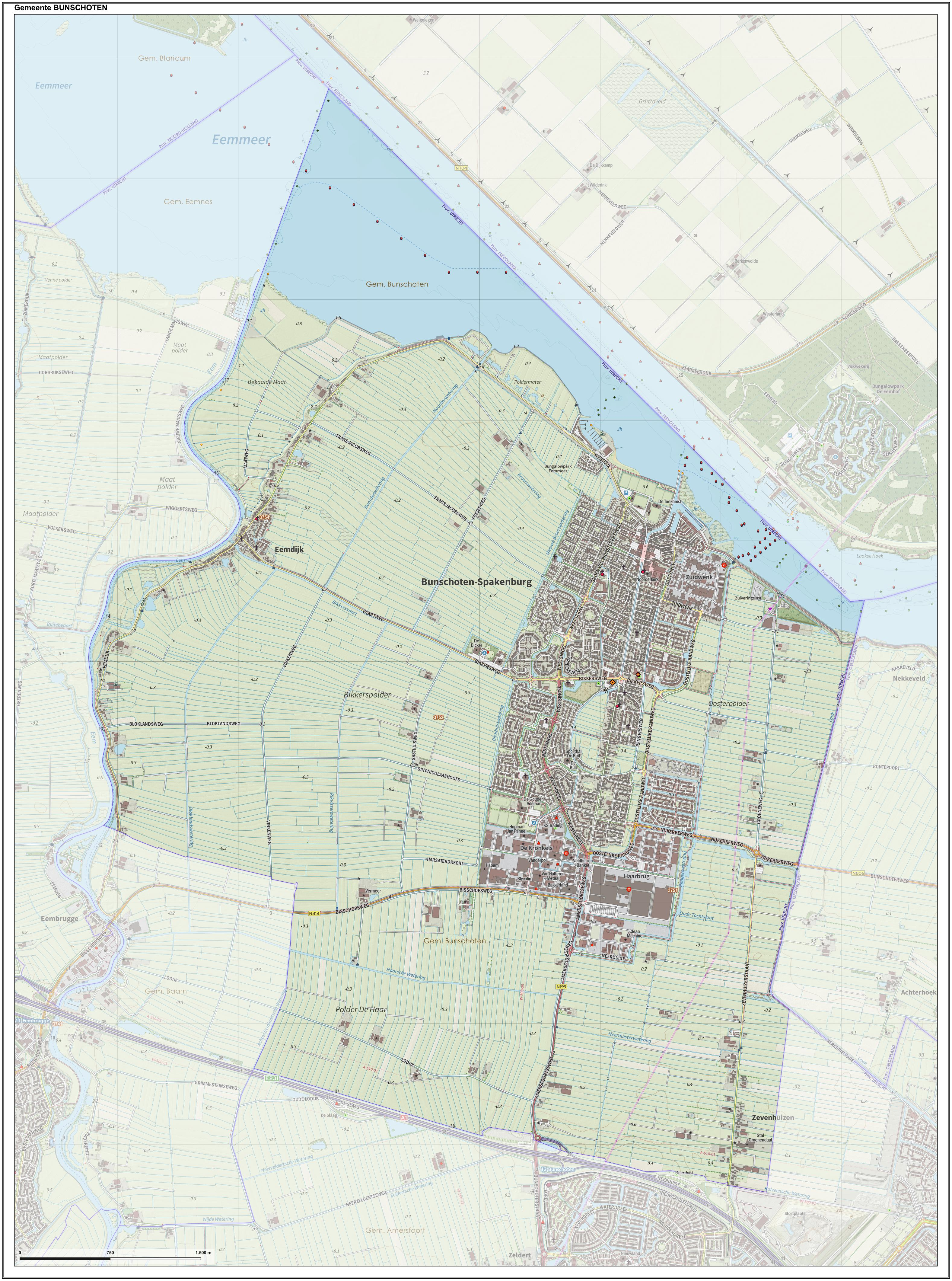
Topografische gemeentekaart van Bunschoten, september 2022

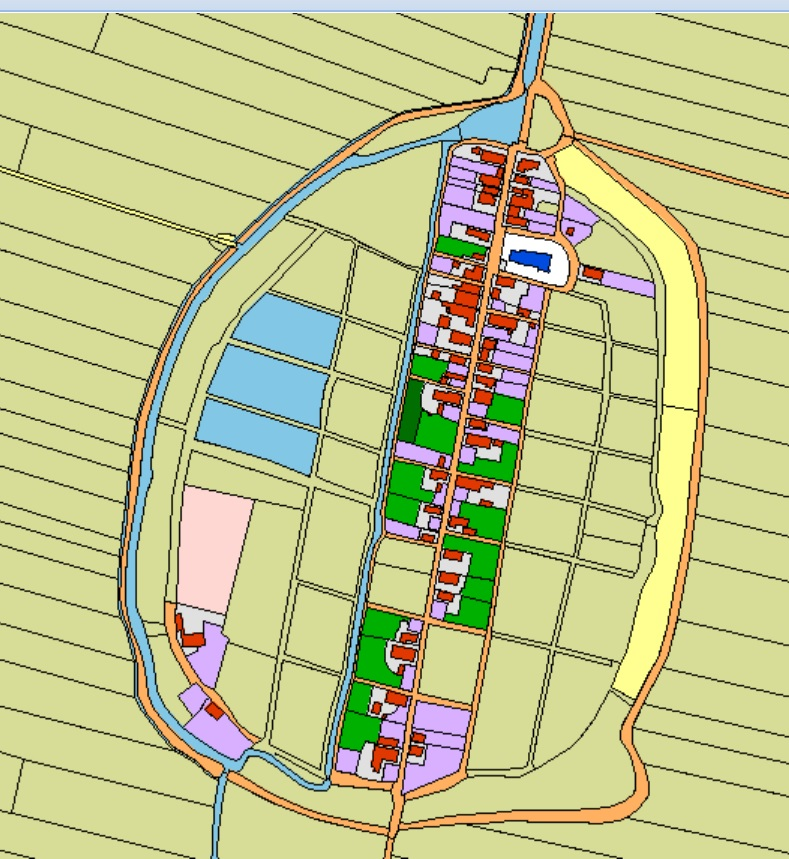
Bunschoten met bebouwing en burgwal op een kadastrale kaart uit 1832 (Hisgis)

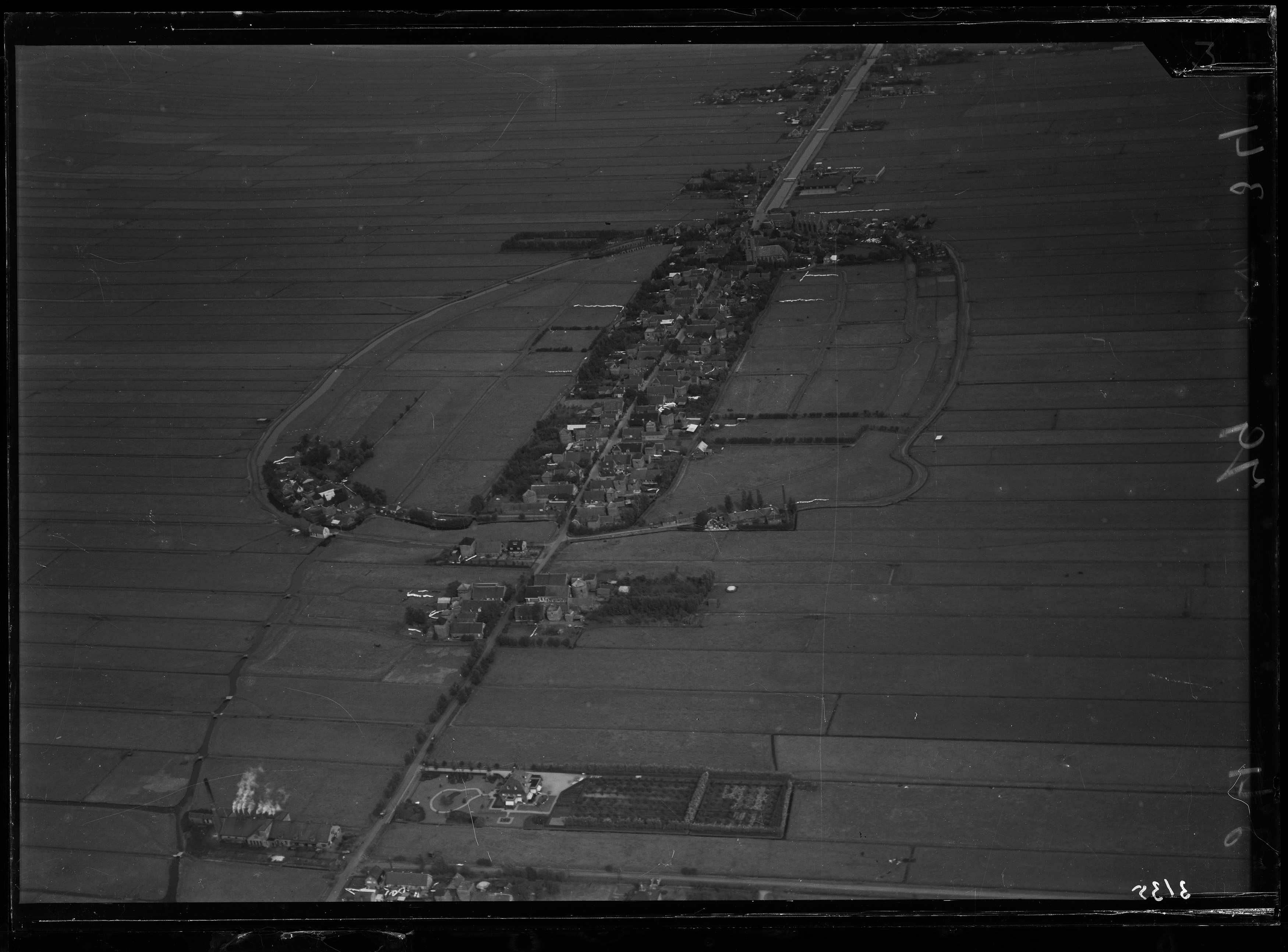
Luchtfoto van Bunschoten voor de Tweede Wereldoorlog (tussen 1920 en 1940).

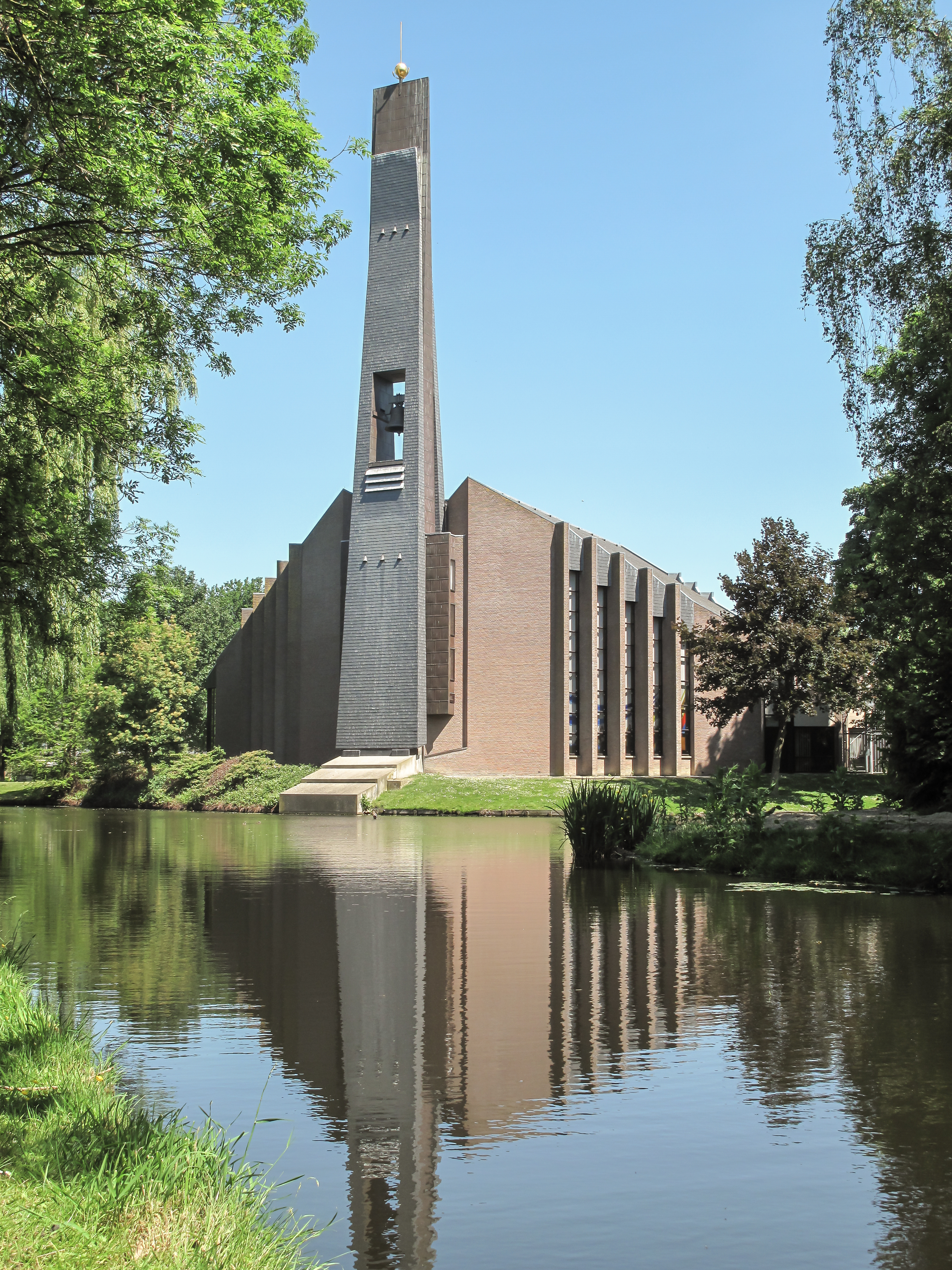
Bunschoten, christelijk gereformeerde kerk De Fontein

Bunschoten (Bunschoots: Bunsjoten) (uitspraakⓘ) is een gemeente in het noordoosten van de Nederlandse provincie Utrecht.
De belangrijkste plaats van de gemeente heet Bunschoten-Spakenburg, een samensmelting van de oude stad Bunschoten met Spakenburg.
De gemeente ligt in het Eemland, heeft een oppervlakte van 35,58 km² (waarvan 4,21 km² water) en telt 22.619 inwoners (22 november 2024, bron: CBS).

## Kernen
De gemeente bestaat uit twee officiële woonplaatsen: Bunschoten-Spakenburg en Eemdijk. Daarnaast zijn er twee buurtschappen: Bonte Poort en Zevenhuizen, beide aan de oostkant van de gemeente. Deze behoren postaal tot Bunschoten-Spakenburg maar vooral Zevenhuizen had een eigen geschiedenis.
| Woonplaats (BAG)      | Inwoners 2023 |
| --------------------- | ------------- |
| Bunschoten-Spakenburg | 21.655        |
| Eemdijk               | 850           |

De dorpen Bunschoten en Spakenburg zijn door verschillende nieuwbouwwijken dusdanig aan elkaar gegroeid dat er, op de oude kernen van de twee plaatsen na, geen onderscheid meer wordt gemaakt tussen de twee. Voor de post liggen alle adressen in Bunschoten-Spakenburg. Toch verschilt het karakter van de twee plaatsen sterk. Bunschoten, aan de zuidkant, was altijd een boerendorp maar had in het verleden wel stadsrechten. Spakenburg is altijd een vissersdorp geweest, vroeger aan de Zuiderzee, tegenwoordig aan het Eemmeer.
Karakteristiek voor Bunschoten-Spakenburg zijn de klederdrachten, hoewel deze tegenwoordig steeds minder gedragen worden. Ook hebben de dorpen een duidelijk protestants-christelijk karakter; vooral de Nederlandse Gereformeerde Kerken hebben er veel leden.
De vaccinatiegraad is, in tegenstelling tot wat weleens gedacht wordt, hoog. Landelijk (90,2%), Bunschoten/Spakenburg (92,1%). (Peiling 2019).

## Demografie
De gemeente Bunschoten had een relatief hoog geboortecijfer, voornamelijk vanwege de aanwezigheid van gereformeerden. Desalniettemin is het geboortecijfer flink aan het dalen en schommelt rond het landelijke gemiddelde. Het geboortecijfer bedroeg bijvoorbeeld 17,1‰ in 1988; 16,7‰ in 2000; 14,3‰ in 2010 en volgens meest recente data is het geboortecijfer inmiddels verder gedaald tot een dieptepunt van 11,4‰ in 2016. Er werden in dat jaar 238 baby's geboren. Het vruchtbaarheidscijfer bedraagt 1,74 kinderen per vrouw en is iets hoger dan het Nederlandse gemiddelde van 1,68.

## Geschiedenis
Door het natte landschap was er voor 1200 nauwelijks sprake van bewoning in het gebied bij de monding van de Eem. Wel zijn op de dekzandkoppen en –ruggen enkele stenen voorwerpen en een grafheuvel uit de Steentijd aangetroffen. Aan het eind van de twaalfde eeuw vestigden zich de eerste bewoners op een zandrug te midden van de moerassige gebieden. Zij bouwden hun woningen aan weerszijden van een uitloper van een zandrug en ontgonnen van daaruit het omliggende moerasveen door het maken van ontwateringsslootjes en weteringen, zodat lange smalle stroken land ontstonden. De hoger gelegen boerenhoeven waren verbonden met deze laaggelegen stroken grasland die bij storm en hoge waterstanden regelmatig onder water stonden. Een eeuw na de eerste bewoning was de nederzetting groot genoeg voor een eigen kerkje met pastoor. De vier- tot vijfhonderd Bunschoters leefden naast enige landbouw en visserij vooral van de veeteelt. In een stadsbrief van 1355 handhaafde de Utrechtse bisschop Floris van Wevelinckhoven als landheer de reeds verleende stadsrechten. De stadsrechten regelden het zelfbestuur, eigen rechtspraak, het dijkbeheer, de haven en de brug. In de brief werd geen ommuring met een gracht vermeld. Toch kreeg Bunschoten op een gegeven moment een ‘borchwalle’, een lage aarden wal met mogelijk daarop een aantal palissades langs een brede singel, de ‘stat grafte’. Deze wallen sloten op zeven plaatsen aan op de Dorpsstraat. Via deze dwarsverbindingen was het uitbreidingsplan vanaf de ‘hoofdstraat’ toegankelijk. Twee poorten met een brug gaven toegang tot de stad. In de bestrating van de Dorpsstraat is later de plek aangegeven waar de noordelijke en de zuidelijke poort hebben gestaan. De omwalling bood enige bescherming tegen het water, maar ook tegen mogelijke vijanden als de hertog van Gelre of de graaf van Holland.
De bisschop had er als landsheer belang bij omdat Bunschoten, samen met de beide Eemnessen hem toegang tot de Zuiderzee verschafte. De Bunschoters hadden reeds rond 1300 beloofd dat zij de Amersfoorters zouden helpen tegen vijandelijke aanvallen van heren uit de omgeving en de Geldersen. Toen de Bunschoters in 1427 de zijde van de Heer van Holland kozen, werd Bunschoten als wraak platgebrand en vernield door troepen van de bisschop. De bloei van het dorp was daarmee voorbij. De versterkte omwalling hoefde niet te worden hersteld omdat de bisschop vanuit Huis ter Eem tol ging heffen en de stad Amersfoort een economische bloei doormaakte.
Het onderhoud van de in 1409 aangelegde Bunschoter Veen- en Veldendijk konden de Bunschoters niet betalen, waarna Amersfoort en de bisschop zeggenschap over de dijk kregen. De onafhankelijke Bunschoter boeren werden daardoor afhankelijk van de twee grote steden voor bescherming tegen watersnoden van de Zuiderzee. In het rampjaar 1672 werd bijna het hele dorp geëvacueerd in verband met het dreigende gevaar van de oprukkende Fransen. Toen de Utrechtse Staten in de 17e en 18e eeuw herhaaldelijk bepaalden dat andere dan agrarische activiteit verboden werd verdween ook de bescheiden bombazijnindustrie uit het dorp en liep het inwonertal terug. In de 19e eeuw groeide het aantal inwoners. Vooral het noordelijke gelegen Spakenburg groeide, mede door de aanleg van een nieuwe vissershaven. De bevolkingsgroei van Spakenburg was sterker dan die van Bunschoten waardoor de vissersplaats niet langer een soort aanhangsel van Bunschoten was. Vooral in de tweede helft van de 20e eeuw groeiden Bunschoten en Spakenburg allebei snel. Er werden hele wijken aangelegd waardoor het inwonersaantal ook sterk groeide.

### Stadsweiden
De stadsweiden tussen Stadsspui, Stadsgracht en Burgwal vormen een archeologisch rijksmonument. Het westelijke deel is zelfs een rijksmonument. Ook de restanten van de stadspoorten, de dwarsverbindingen naar de Dorpsstraat, en die naar de stadsweiden ten zuiden van de Burgwal en de oostkant van de Dorpsstraat horen bij de oorspronkelijke stadsuitleg. Het gebied wordt beschermd als een voorbeeld van een middeleeuws uitbreidingsplan in de vorm van onbebouwde stadsweiden binnen vestingwerken. Na de verwoesting van Bunschoten door de bisschop kwam van de geplande uitbreidingen na de middeleeuwen niets terecht. Een deel van de stadsweiden werd na de Tweede Wereldoorlog bebouwd. Bij de ruilverkaveling van 1950 bleken de aarden wallen erg onpraktisch. De stukken land sloten vaak niet meer aan bij de boerderijen langs de Dorpsstraat. Bij de verkaveling werden meerdere burgwalletjes geslecht, werden er oude sloten gedempt en nieuwe sloten gegraven. Ook de gracht tussen de erven en de weilanden had geen functie meer en verlandde of werd gedempt. Toen de historische betekenis duidelijk werd, is het overgebleven deel in 1976 tot archeologisch monument uitgeroepen.

## Sport
In Bunschoten-Spakenburg spelen SV Spakenburg en IJsselmeervogels, lokaal bekend als de 'Blauwen' en de 'Rooien', de derde club is, het lager spelende, VV Eemdijk. VVIJV en SVS spelen in Sportpark De Westmaat, maar de onderlinge rivaliteit is erg groot en verdeelt het dorp in twee kampen. De weken voorgaande aan de derby’s is het hele dorp in rep en roer. De dorpsderby was aanleiding voor onder meer een documentaire, een docusoap en een boek. Zowel SV Spakenburg als IJsselmeervogels spelen (seizoen 2020/2021) in de 2e Divisie van het Nederlandse voetbal. Het lager spelende ,VV Eemdijk (clubkleuren groen, bijnaam de Groenen of de Diekers) ,speelt (seizoen 2020/2021) in de hoofdklasse B. Vanaf 2016 is er een open competitiestructuur in het Nederlandse voetbal, wat impliceert dat de clubs niet meer vanzelfsprekend ieder jaar op hetzelfde niveau spelen.
Bunschoten is verkozen tot Topsportgemeente van 2014. De relatief kleine gemeente Bunschoten (20.000 inwoners) was in 2014 met drie teams actief in de onderzochte competities. Het ging om de voetbalclubs Spakenburg (algeheel amateurkampioen) en IJsselmeervogels (4de plaats zaterdagtopklasse) en de schakers van En Passant. Zij prolongeerden hun landskampioenschap door opnieuw te zegevieren in de landelijke Meesterklasse.

## Politiek

### Gemeenteraad
De gemeenteraad van Bunschoten bestaat sinds 2014 uit 19 zetels. Hieronder de behaalde zetels per partij bij de gemeenteraadsverkiezingen sinds 1994:
| Partij                | Behaalde zetels | Behaalde zetels | Behaalde zetels | Behaalde zetels | Behaalde zetels | Behaalde zetels | Behaalde zetels | Behaalde zetels |
|                       | 1994            | 1998            | 2002            | 2006            | 2010            | 2014            | 2018            | 2022            |
| --------------------- | --------------- | --------------- | --------------- | --------------- | --------------- | --------------- | --------------- | --------------- |
| ChristenUnie          | -               | -               | 6               | 7               | 6               | 8               | 7               | 6               |
| VVD                   | 2               | 1               | 1               | -               | 2               | 2               | 5               | 4               |
| CDA                   | 3               | 4               | 4               | 3               | 4               | 4               | 3               | 4               |
| SGP                   | -               | -               | -               | -               | -               | 2               | 2               | 3               |
| CAP                   | 4               | 4               | 3               | 3               | 4               | 2               | 2               | 2               |
| GPV                   | 5               | 5               | -               | -               | -               | -               | -               | -               |
| Betaalbaar Bunschoten | -               | -               | 2               | 4               | -               | -               | -               | -               |
| PPS                   | 1               | 1               | 1               | -               | -               | -               | -               | -               |
| RPF                   | -               | 2               | -               | -               | -               | -               | -               | -               |
| SVP                   | -               | -               | -               | -               | 1               | 1               | -               | -               |
| RPF/SGP               | 2               | -               | -               | -               | -               | -               | -               | -               |
| Zetels                | 17              | 17              | 17              | 17              | 17              | 19              | 19              | 19              |

- 2002: GPV & RPF → ChristenUnie

### College van B&W
Het college van burgemeester en wethouders bestaat in de periode 2022-2026 naast de burgemeester en de gemeentesecretaris uit wethouders van de VVD, het CDA en de CAP.
| College van burgemeester en wethouders | College van burgemeester en wethouders | College van burgemeester en wethouders |
| -------------------------------------- | -------------------------------------- | --- |
| Burgemeester                           | Jaco Geurts (CDA)                      | - Algemeen bestuur en Kabinetszaken - Openbare Orde & (Integrale) Veiligheid en Politiezaken - Regionale samenwerking - Brandweer en Veiligheidsregio - Rampenbestrijding en Crisisbeheersing - Horeca- en Evenementenbeleid - Personeel, Organisatie en Informatiebeleid - Communicatie - Dienstverlening - Juridische advisering en Klachtenafhandeling - Externe betrekkingen en Representatie - Vergunningverlening, Toezicht en Handhaving |
| Wethouders                             | Rick Beukers (VVD, 1 fte)              | - 1e locoburgemeester - Financiën - Economische Zaken - Bedrijventerreinen, inclusief Kronkels-Zuid - Implementatie Omgevingswet - Project Rengerswetering - Mobiliteit (Verkeer en Vervoer) - Communicatie - Bestuurlijke vernieuwing - Ondernemerschap en Deregulering |
| Wethouders                             | Peter van Asselt (CDA, 1 fte)          | - 2e locoburgemeester - Sociaal Domein (Zorg en Welzijn en Werk en Inkomen) - Volksgezondheid - Onderwijs en project IHP - Sport - Cultuur en Erfgoed - Speelbeleid - Recreatie, Toerisme, Havens en Strand - Subsidiebeleid - Project Vogelpad 1 - Project Bunschoten-Stad |
| Wethouders                             | Wim de Jong (CAP, 0,8 fte)             | - 3e locoburgemeester - Bouwen en Wonen - Ruimtelijke ontwikkeling - Grondzaken - Openbare voorzieningen en Gebouwen - Openbare Ruimte, Water en Wegen - Milieu, Duurzaamheid en Afval |
| Gemeentesecretaris                     | Jan Jennekens                          | |

### Tweede Kamerverkiezingen
In Bunschoten werd als volgt gestemd bij de Tweede Kamerverkiezingen:
| Partij                | 1994 | 1998 | 2002 | 2003 | 2006 | 2010 | 2012 | 2017 | 2021 |
| --------------------- | ---- | ---- | ---- | ---- | ---- | ---- | ---- | ---- | ---- |
| ChristenUnie          | -    | -    | 29,8 | 25,2 | 28,9 | 27,0 | 28,6 | 25,4 | 22,0 |
| CDA                   | 30,9 | 29,6 | 42,7 | 52,5 | 49,6 | 32,3 | 14,9 | 24,8 | 19,0 |
| VVD                   | 12,5 | 13,3 | 4,9  | 7,3  | 6,1  | 13,3 | 28,3 | 15,1 | 15,3 |
| PVV                   | -    | -    | -    | -    | 3.7  | 14,1 | 7,9  | 13,2 | 14,2 |
| SGP                   | 2,7  | 2,5  | 2,5  | 1,9  | 2.1  | 3,0  | 7,5  | 7,5  | 8,2  |
| Forum voor Democratie | -    | -    | -    | -    | -    | -    | -    | 1,6  | 7,0  |
| D66                   | 4,9  | 2,5  | 1,0  | 1,1  | 0,4  | 1,3  | 1,7  | 2,5  | 4,2  |
| JA21                  | -    | -    | -    | -    | -    | -    | -    | -    | 2,7  |
| SP                    | 0,1  | 0,6  | 1,4  | 1,4  | 3,3  | 2,2  | 2,5  | 2,3  | 1,5  |
| PvdA                  | 6,0  | 7,8  | 2,9  | 5,8  | 4,3  | 4,3  | 6,5  | 1,3  | 1,0  |
| GroenLinks            | 0,5  | 1,7  | 1,3  | 1,2  | 0,9  | 1,5  | 0,3  | 1,9  | 0,9  |
| DENK                  | -    | -    | -    | -    | -    | -    | -    | 0,7  | 0,6  |
| 50PLUS                | -    | -    | -    | -    | -    | -    | -    | 1,8  | 0,3  |
| GPV                   | 28,9 | 29,9 | -    | -    | -    | -    | -    | -    | -    |
| RPF                   | 9,7  | 10,7 | -    | -    | -    | -    | -    | -    | -    |
| CD                    | 1,7  | 0,2  | -    | -    | -    | -    | -    | -    | -    |
| LPF                   | -    | -    | 12,6 | 3,2  | 0,1  | -    | -    | -    | -    |
| AOV-Unie 55+          | 1,3  | 0,1  | -    | -    | -    | -    | -    | -    | -    |
| Opkomst               | 87,9 | 82,2 | 87,7 | 89,2 | 89,3 | 81,0 | 80,1 |      | 85,6 |

- 2002: GPV & RPF → ChristenUnie

## Monumenten
In de gemeente zijn er een aantal rijksmonumenten, gemeentelijke monumenten en oorlogsmonumenten, zie:
- Lijst van rijksmonumenten in Bunschoten (gemeente)
- Lijst van gemeentelijke monumenten in Bunschoten
- Lijst van oorlogsmonumenten in Bunschoten

## Geboren in Bunschoten
- Bort Koelewijn (1954), burgemeester
- Melis van de Groep (1958), burgemeester
- Jan Smelik (1961), musicoloog
- Eelco Bosch van Rosenthal (1976), journalist
- Inge van Calkar (1984), zangeres
- Aileen de Graaf (1990), dartster
- Angela Malestein (1993), handbalster
- Kevin Hazeleger (1994), krachtsporter
- Esmee de Graaf (1997), voetbalster

## Aangrenzende gemeenten
| Aangrenzende gemeenten | Aangrenzende gemeenten | Aangrenzende gemeenten | Aangrenzende gemeenten | Aangrenzende gemeenten |
| ---------------------- | ---------------------- | ---------------------- | ---------------------- | ---------------------- |
|                        |                        | Zeewolde (Fl)          |                        |                        |
|                        |                        |                        |                        |                        |
| Eemnes                 | Nijkerk (Gld)          |                        |                        |                        |
|                        |                        |                        |                        |                        |
| Baarn                  |                        | Amersfoort             |                        |                        |